# ویکتور ترنر
ویکتور والتر ترنر در سال ۱۹۲۰ در شهر گلاسکو در اسکاتلند به دنیا آمد ترنر در مؤسسه رودس لیوینگستون کار می‌کرد و مطالعه خود را بر ندمبوها یک جمعیت بانتو در رودزیای شمالی سابق(زامبیای امروزی) متمرکز کرد. ترنر بیشتر سیر حرفه ای خود را در ایالات متحده گذراند. فراتر از غنای استثنایی مواد اتنوگرافیکی که برای تحلیل عرضه کرد و اصالت کار ترنر در شناخت پدیده مناسک و فعالیت‌های نمادینی که به آن مربوط می‌شوند، بود.

## زندگی‌نامه
تحصیلات خود را در رشته انسان‌شناسی در لندن انجام داد و در همان‌جا بود که با برخی از مهم‌ترین چهره‌های کلاسیک مردم شناسی بریتانیا نظیر رادکلیف براون، ریموند فیرث، مایر فورتس و غیره آشنا شد. او سپس به منچستر رفت و زیر هدایت گلاکمن قرار گرفت که نفوذش بر وی تعیین‌کننده بود. از سال ۱۹۵۰ تا ۱۹۵۴ ترنر در مؤسسه رودس لیوینگستون کار می‌کرد و مطالعه خود را بر ندمبوها یک جمعیت بانتو در رودزیای شمالی سابق (زامبیای امروزی) متمرکز کرد.
ترنر بیشتر سیر حرفه ای خود را در ایالات متحده گذراند. وی ابتدا به استادی دانشگاه کلرنل و سپس به دانشگاه شیکاگو و از سال ۱۹۷۷ تا زمان مرگش در دانشگاه ویرجینیا مشغول به کار بود. وی ویراستار مجموعه پر ارزش «نماد، اسطوره و مناسک» بود که دانشگاه کارنل منتشر می‌کرد.
فراتر از غنای استثنایی مواد اتنوگرافیکی که برای تحلیل عرضه کرد و انسان شناسانی چون م. داگلاس و د. اشپربر از آن بهره بردند، اصالت کار ترنر در شناخت پدیده مناسک و فعالیت‌های نمادینی که به آن مربوط می‌شوند، بود و همین به آثار او جایگاه ویژه ای در انسان‌شناسی می‌دهد. اهمیتی که وی به کارکرد تمایز دهنده مناسک می‌داد، در چارچوب پرسمان کلاسیک دورکیمی در انسان‌شناسی دینی قرار می‌گرفت.

## آثار
- گسست و تداوم در یک جامعه آفریقایی: مطالعه ای بر یک روستای ندمبو
- اولوهیت ندمبو: نمادگرایی و فنون آن
- جنگل نمادها: ابعاد مناسک ندمبو
- طبل‌های عزا: مطالعه ای بر فرایند دینی در میان ندمبوهای زامبیا
- کشف و الووهیت در مناسک ندمبو
- فرایند مناسکی، ساختار و ضد ساختار
- درام‌ها، میدان‌ها، تمثیل‌ها، کنش نمادین در جامعه انسانی